# Alfred Groyer
Alfred Groyer (* 8. Jänner 1959 in Villach) ist ein ehemaliger österreichischer Skispringer.

## Werdegang
Sein erstes internationales Springen bestritt Groyer, der für seinen Heimatverein SV Villach startete, am 4. Jänner 1978  im Rahmen der Vierschanzentournee 1977/78 in Innsbruck. Dabei erreichte er den 39. Platz. Ein Jahr später erreichte er in Innsbruck seine bis dahin beste Platzierung mit einem 18. Platz. Groyer gehörte zum A-Nationalkader für den neugeschaffenen Skisprung-Weltcup in der Saison 1979/80. Bereits in seinem ersten Springen am 27. Dezember 1979 in Cortina d’Ampezzo konnte er mit Platz 3 aufs Podium springen. Diesen Erfolg wiederholte er drei Tage später beim Auftaktspringen zur Vierschanzentournee 1979/80 in Oberstdorf. Am Ende der Tournee belegte Groyer den 5. Platz in der Gesamtwertung.
Bei den Olympischen Winterspielen 1980 in Lake Placid erreichte Groyer auf der Normalschanze den 7. Platz. Kurz nach der Weltmeisterschaft konnte er im Weltcup-Springen in Lahti noch einmal in die Top 10 springen und erreichte den 9. Platz. Danach ließ seine Leistung merkbar nach und so kam er bei den folgenden Springen meist nur in die Top 20. Nur in den Springen zur Vierschanzentournee 1980/81 blieb ihm selbst dies verwehrt. Erst am 21. März 1981 konnte er beim Springen auf der Großschanze in Planica erneut auf sich aufmerksam machen und erreichte den 4. Platz. Einen Tag später stand er auf der gleichen Schanze das dritte Mal in seiner Karriere auf dem Podest und erreichte den 3. Platz. Es dauerte anschließend fast ein Jahr, bis er zum vierten und letzten Mal in seiner Karriere diesen Platz erreichte. Im Weltcup-Springen in Lahti bestieg er das letzte Mal das Podium. Nach diesem Weltcup konnte er nur noch einmal in die Top 10 springen, erreichte aber trotz dessen am Ende den 12. Platz in der Weltcup-Gesamtwertung. Der Start zur 1982/83 verlief so schlecht, dass er sich für ein Jahr aus dem internationalen Skispringen zurückzog. Jedoch schaffte er es auch 1984 nicht mehr zurück an die Weltspitze und beendete nach drei glücklosen Springen am 21. Jänner 1984 in Sapporo seine aktive Springerkarriere.

## Statistik

### Weltcup-Platzierungen
| Saison  | Platz | Punkte |
| ------- | ----- | ------ |
| 1979/80 | 15.   | 81     |
| 1980/81 | 24.   | 32     |
| 1981/82 | 12.   | 83     |
| 1983/84 | 69.   | 03     |